# Kaple Přesvaté Bohorodičky Spolutrpitelky (Sečovce)
Kaple Přesvaté Bohorodičky Spolutrpitelky je řeckokatolická kaple v městské části Albín v městě Sečovce v Košickém kraji. Kaple byla zřízena v 90. letech 20. století v jižní části budovy bývalé základní školy v Albínově z roku 1958, která fungovala do roku 1971. Zbytek budovy se nadále využívá jako volební místnost volebního okrsku Albínov nebo na občasné společenské akce.

## Dispozice
Loď kaple se nachází ve sloučených dvou pokojích na jihovýchodním okraji stavby, které byly součástí bytu učitele bývalé školy. Místa na sezení pro věřící se nacházejí i na chodbě. Ve dvou místnostech na jihozápadním okraji stavby se nachází sakristie a sklad.
Zvonice byla dostavěna v roce 1997, jižně nedaleko od vchodu do kaple.

## Činnost
Liturgie se v kapli konají alespoň jednou týdně v neděli. Jednou měsíčně se provádí svátost smíření. Odpustková slavnost se koná na svátek Přesvaté Bohorodičky Spolutrpitelky, který je v sobotu po svátku Božského srdce Ježíšova. Předtím se konala 15. září, na svátek Sedmibolestné Panny Marie.